# Inez Fung

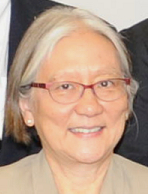
Inez Fung (2013)

Inez Y. Fung (* 11. April 1949) ist eine US-amerikanische Klimatologin und Atmosphärenwissenschaftlerin an der University of California, Berkeley.

## Leben
Fung erwarb 1971 am Massachusetts Institute of Technology einen Bachelor of Science in angewandter Mathematik und promovierte dort 1977 in Meteorologie.
2004 erhielt Fung die Roger Revelle Medal der American Geophysical Union. 2001 wurde sie in die National Academy of Sciences gewählt, 2014 in die American Academy of Arts and Sciences.

## Wirken
Fung ist eine der Verfasserinnen des Dritten und Vierten Sachstandsberichts des IPCC. Im Jahr 2014 verantwortete sie gemeinsam mit Eric Wolff den Bericht Climate Change: Evidence and Causes.
Mit Bezug auf Waldbrände im Westen der Vereinigten Staaten und Überschwemmungen in Indien äußerte sich Fung im Jahr 2018 besorgt über die Klimakrise: „Wir sind nicht darauf vorbereitet. Vor dreißig Jahren haben wir es in den Modellen vorhergesagt und jetzt fühle ich es. Ich erlebe es. [...] Ich muss sagen, dass alle vor 30 Jahren gemachten Vorhersagen weiterhin gültig sind. Das Einzige, was wir nicht erwartet hatten [...] ist, dass das CO2 viel schneller ansteigt, als wir jemals erwartet hatten.“
Laut der Datenbank Scopus hat Fung (Stand Oktober 2019) einen h-Index von 70.

## Veröffentlichungen (Auswahl)
- Yanjun Cai, Inez Fung, R. Lawrence Edwards, Zhisheng An, Hai Cheng, Jung-Eun Lee, Liangcheng Tan, Chuan-Chou Shen, Xianfeng Wang, Jesse A. Day, Weijian Zhou, Megan J. Kelly, and John C. H. Chiang (2015). Variability of stalagmite-inferred Indian monsoon precipitation over the past 252,000 y. Proceedings of the National Academy of Sciences, 112(10), 2954–2959. doi:10.1073/pnas.1424035112
- Inez Fung, J. John, J. Lerner, E. Matthews, M. Prather, L. P. Steele und P.J. Fraser (1991). Three‐dimensional model synthesis of the global methane cycle. Journal of Geophysical Research: Atmospheres, 96(D7), 13033–13065. doi:10.1029/91JD01247
- Pieter Tans, Inez Fung und Taro Takahashi (1990). Observational contrains on the global atmospheric CO2 budget. Science, 247(4949), 1431–1438. doi:10.1126/science.247.4949.1431